# 법의 날 (대한민국)
법의 날은 법을 준수하는 마음을 갖게 하고 법의 소중함을 일깨워 주기 위하여 제정된 대한민국의 기념일이다. 매년 4월 25일이다.
1963년 그리스 아테네에서 열린 '법의 지배를 통한 세계평화대회'에서 모든 국가에 '법의 날' 제정을 권고하기로 결의하자 대한민국도 1964년부터 법무부 주관으로 시행하였다. 이 날은 각종 기념행사를 거행하며, 준법정신을 앙양하는 데 공로가 큰 사람을 포상하기도 한다.
1973년 교도관의 날이 법의 날에 통합되었다. 노동자의 날과 겹치고 기념일로서 의의가 없다고 하여 2003년에 재판소구성법 시행일인 4월 25일로 바뀌었다.

## 같이 보기
- 대한민국의 기념일